# Нове Сьверчини
Нове Сьверчини (пол. Nowe Świerczyny, нім. Neu Schwärzin) — село в Польщі, у гміні Бартничка Бродницького повіту Куявсько-Поморського воєводства.
Населення — 301 особа (2011).
У 1975-1998 роках село належало до Торунського воєводства.

## Демографія
Демографічна структура станом на 31 березня 2011 року:
|          | Загалом | Допрацездатний вік | Працездатний вік | Постпрацездатний вік |
| -------- | ------- | ------------------ | ---------------- | -------------------- |
| Чоловіки | 152     | 33                 | 103              | 16                   |
| Жінки    | 149     | 40                 | 82               | 27                   |
| Разом    | 301     | 73                 | 185              | 43                   |